# Sikensi (Departement)
Sikensi ist ein Departement der Elfenbeinküste, in der Region Agnéby-Tiassa im Süden des Landes gelegen.
Hauptstadt des Departements ist Sikensi.
Das Departement Taabo unterteilt sich in die Gemeinde Sikensi (gleichzeitig Unterpräfektur) sowie die Unterpräfektur Gomon.